# Iwan Cassel
Iwan Cassel, född 3 november 1883 i Stenbrohults församling i Kronobergs län, död  25 mars 1938 i Falkenbergs församling, var en svensk jurist och rådman. 
Cassel, som var son till stationsskrivaren Gustaf Gillis Emil Cassel och Viktoria Vilhelmina Andersson, avlade mogenhetsexamen i Lund 1903 och hovrättsexamen där 1908. Efter tingstjänstgöring blev han 1913 förste rådman i Falkenbergs stad. Han blev tillförordnad borgmästare där efter Berndt Bengtséns frånfälle 1932 och var tillförordnad kommunalborgmästare där från årsskiftet 1937/1938.
Cassel avled hastigt och efterlämnade fru och sex barn, varav fyra var omyndiga och tre var beroende av hjälp från hemmet eller från annat håll. Vid tiden för Cassels frånfälle hade tjänstemännen i rådstugurätterna så kallade konsistorialbefattningar som inte medförde någon familjepension. För att inte de efterlevande skulle ta över ansvaret för Cassels skulder begärdes dödsboet i urarvakonkurs. Detta betydde att Cassels efterlevande hade mycket ont om pengar, något som fick riksdagsmännen Andersson i Falkenberg och Persson i Vinberg att skriva en riksdagsmotion om att Cassels änka skulle få en årlig pension om 1500 kr/år och de tre minderåriga barnen ett årligt understöd om 240 kronor per person och år intill dess de fyllde 18 år.
Cassel var gift med Anna Cassel, född Klinghjert. I äktenskapet föddes sex barn.